# 충청북도의 민속문화재
충청북도 민속문화재는 지방민속문화재 중에서 충청북도 내에 있는 문화재를 의미한다.

## 지정목록
| 번호 | 사진 | 명칭                                                                      | 소재지                                                                                    | 관리자 (단체)                          | 지정일                                                                       | 참조 |
| 1호  |      | 옥천 청마리 제신탑 (沃川 靑馬里 祭神塔)                                   | 충북 옥천군 동이면 청마리 872-1                                                           | 청마리부락민                           | 1976년 12월 21일 지정                                                        |      |
| 2호  |      | 영동 당곡리 십이장신당 (永同 堂谷里 十二將神堂)                           | 충북 영동군 영동읍 당곡리 산32                                                            | 전달주                                 | 1976년 12월 23일 지정                                                        |      |
| 3호  |      | 단양 죽령 산신당 (丹陽 竹嶺 山神堂)                                       | 충북 단양군 대강면 용부원리 산49-9                                                        | 용부원리부락민                         | 1976년 12월 21일 지정                                                        |      |
| 4호  |      | 살미신매리고가 (乷味新梅里古家)                                           | 충북 충주시 살미면 신매리                                                                 | .                                      | 1981년 5월 1일 지정, 1983년 7월 11일 해제, 해제사유 미상                     |      |
| 5호  |      | 제천 명오리 고가 (堤川 鳴梧里 古家)                                       | 충북 제천시 한수면 송계리 723-2                                                           | 권희열                                 | 1981년 5월 1일 지정                                                          |      |
| 6호  |      | 청주 박광우 묘 출토유물 (淸州 朴光佑 墓 出土遺物)                         | 충북 청주시 서원구 남이면 수대리 산73-6                                                   | 박재훈                                 | 1982년 12월 17일 지정, 2014년 6월 27일 명칭변경                              |      |
| 7호  |      | 신화국 백자청화 묘지 (申華國 白磁靑畵 墓誌)                               | 충북 진천군 이월면 노원리 824                                                             | 평산신씨종중                           | 1982년 12월 17일 지정                                                        |      |
| 8호  |      | 청주 과필헌 (淸州 果必軒)                                                 | 충북 청주시 상당구 낭성면 호정리 27-1                                                     | 신오식                                 | 1989년 12월 8일 지정, 2014년 6월 27일 명칭변경                               |      |
| 9호  |      | 자양금 (紫陽琴)                                                           | 충북 제천시 봉양읍 공전리 475                                                             | 제천시                                 | 1994년 12월 30일 지정                                                        |      |
| 10호 |      | 영동 신항리 상여 (永同 新項里 喪輿)                                       | 충북 영동군 용산면 신항리 503-1                                                           | 신항리부락                             | 1994년 12월 30일 지정                                                        |      |
| 11호 |      | 보은 능성구씨 석조보갑 (報恩 綾城具氏 石造譜匣 )                          | 충북 보은군 마로면 관기리 458-1                                                           | 능성구씨 종중                          | 2001년 3월 30일 지정, 2013년 5월 31일 해제, 충북 유형문화재 제349호로 재지정 |      |
| 12호 |      | 음성 마송리 석장승 (陰城 馬松里 石長丞)                                   | 충북 음성군 원남면 마송리 1157-28(천), 671(답), 674-5(전),675-6(전), 676-3(전),676-4(전), | 음성군                                 | 2002년 3월 15일 지정                                                         |      |
| 13호 |      | 괴산 문당리 서낭단 (槐山 文塘里 서낭壇)                                   | 충북 괴산군 청안면 문당리 산96                                                            | 오리목마을(괴산군)                     | 2002년 7월 12일 지정                                                         |      |
| 14호 |      | 괴산 홍범식 고가 (槐山 洪範植 古家)                                       | 충북 괴산군 괴산읍 동부리 450-1                                                           | 괴산군                                 | 2002년 12월 20일 지정                                                        |      |
| 15호 |      | 이제열 지석 (李齊說 誌石)                                                 | 충북 청주시 흥덕구 가경동 768                                                             | 전주이씨종중                           | 2004년 7월 9일 지정                                                          |      |
| 16호 |      | 보은 최혁재 고가 (報恩 崔赫在 古家 )                                      | 충북 보은군 삼승면 선곡리 309-1                                                           | 최혁재                                 | 2005년 3월 11일 지정                                                         |      |
| 17호 |      | 괴산 이창훈 고가 (槐山 李昌勳 古家)                                       | 충북 괴산군 감물면 오창리 47                                                              | 이원규                                 | 2007년 6월 8일 지정                                                          |      |
| 18호 |      | 보은 박기종 고가 (報恩 朴起鍾 古家)                                       | 충북 보은군 보은읍 장신리 113번지                                                         | 박맹호                                 | 2010년 9월 3일 지정                                                          |      |
| 19호 |      | 보은 사내1리 산제당 (報恩 舍乃一里 山祭堂)                                | 충북 보은군 속리산면 사내리 산1-1 절안골                                                  | 사내1리 마을회                         | 2011년 9월 30일 지정                                                         |      |
| 20호 |      | 보은 기계유씨 석조보실 (報恩 杞溪兪氏 石造譜室)                           | 충북 보은군 장안면 불목리 산11-1                                                          | 기계유씨 충목공파 부호군 은공 보은종중 | 2012년 4월 6일 지정                                                          |      |
| 21호 |      | 진천 산우물 대동계 문서 및 관련 자료 (鎭川 山井 大洞稧 文書 및 關聯 資料) | 충북 진천군 진천읍 가산길 80-5                                                            | 산우물 대동계                          | 2013년 5월 31일 지정                                                         |      |
| 22호 |      | 괴산 송덕리 동제장 (槐山 松德里 洞祭場)                                   | 충북 괴산군 장연면 송덕리                                                                 | 송덕리 마을회                          | 2013년 8월 2일 지정                                                          |      |